# Mees Röttgering
Mees Röttgering (Wanssum, 7 juli 2007) is een Nederlands tennisser uit Wanssum. Hij begon al op zijn zesde aan een tennisopleiding op een tennisacademie.
In 2023 won hij de Astrid Bowl, een internationaal jeugdtoernooi. In 2024 bereikte hij de halve finale op het jeugdtoernooi van het Australian Open en de finale op dat van Wimbledon. 
In januari 2025 steeg hij naar de eerste plek van de internationale ranglijst voor junioren. In februari mocht hij voor het eerst deelnemen aan een ATP-toernooi, doordat hij een wildcard ontving voor het ABN Amro Open-toernooi.